# Рихецки, Янош
Янош Рихецки (венг. Rihetzky János; 23 августа 1903 — 19 февраля 1976) — венгерский борец вольного стиля, призёр чемпионата Европы.

## Биография
Родился в 1903 году в Будапеште. В 1936 году принял участие в Олимпийских играх в Берлине, но неудачно. В 1937 году стал серебряным призёром чемпионата Европы.